# Szklana Góra (Szczytna)
Szklana Góra – część miasta Szczytna, położona w województwie dolnośląskim, w powiecie kłodzkim, w gminie Szczytna.

## Położenie
Szklana Góra to osada stanowiąca obecnie część Szczytnej, leżąca na północnym skraju Gór Bystrzyckich, w dolinie potoku Szklarska Woda i na południowych stokach Lisiej Góry, na wysokości około 490–530 m n.p.m.

## Podział administracyjny
W latach 1975–1998 miejscowość administracyjnie należała do województwa wałbrzyskiego.

## Historia
Szklana Góra powstała najprawdopodobniej pod koniec XVIII wieku, jako jedna z wielu osad w rejonie Szczytnej. Początkowo była to mała miejscowość rolniczo-przemysłowa, której mieszkańcami byli w znacznej części szlifierze zatrudnieni w okolicznych hutach szkła. W XIX wieku miejscowy ośrodek szlifowania szkła był największy w okolicy, a Szklana Góra rozwijała się dość szybko. W 1890 roku w Szczytnej powstała nowa, nowoczesna huta szkła i równocześnie wybudowano linię kolejową z Kłodzka co przyczyniło się do dalszego rozwoju Szklanej Góry. Na początku XX wieku w miejscowości były 3 szlifiernie szkła. W okresie międzywojennym Szklana Góra była już praktycznie częścią Szczytnej. 

## Szlaki turystyczne
Przez Szklaną Górę przechodzi szlak turystyczny:
- z Polanicy-Zdroju do schroniska PTTK „Pod Muflonem”.